# Charles Francis Brush
Charles Francis Brush (født 17. marts 1849 i Euclid, Ohio, død 15. juni 1929) var en amerikansk opfinder, iværksætter og filantrop.
Charles F. Brush opfandt bl.a. dynamoen til jævnstrøm, som han bl.a. anvendte til at drive lysbuelamper til gadebelysning i New York City, og senere London, og videreudviklede akkumulatoren i varianter med bly og syre. Yderligere anses han som den første opfinder af den moderne vindturbine til produktion af elektricitet. 

## Eksterne links
- Wikimedia Commons har flere filer relateret til Charles Francis Brush

 Der er for få eller ingen kildehenvisninger i denne artikel, hvilket er et problem. Du kan hjælpe ved at angive troværdige kilder til de påstande, som fremføres i artiklen.